# Довганюк Павло Володимирович
Павло́ Володи́мирович Довганю́к (5 лютого 1991, с. Нова Митниця, Рівненська область — 13 березня 2022, м. Попасна, Луганська область) — український військовослужбовець, молодший сержант Збройних сил України, учасник російсько-української війни. Кавалер ордена «За мужність» III ступеня (2022, посмертно).

## Життєпис
Павло Довганюк народився 5 лютого 1991 року в с. Нова Митниця, нині Крупецької громади Дубенського району Рівненської области України.
Навчався в Миницькій загальноосвітній школі. Після закінчення Дубенського медичного коледжу (спеціальність — фельдшерська справа) працював у лікарській амбулаторії с. Рідків та у ФАПі с. Митниця.
У 2014 році підписав контракт зі Збройними силами України, учасник ООС.
На фронті був з початку повномасштабного російського вторгнення в Україну. Загинув 13 березня 2022 року в м. Попасна на Луганщині.
Похований 2 квітня 2022 року.

## Нагороди
- орден «За мужність» III ступеня (2 квітня 2022, посмертно) — за особисту мужність і самовіддані дії, виявлені у захисті державного суверенітету та територіальної цілісності України, вірність військовій присязі[1].